# Гедрис, Марийонас Винцович
Марийо́нас Ви́нцович Ге́дрис (лит. Marijonas Vinco Giedrys; 16 марта 1933, Каунас, Литва — 24 мая 2011, Вильнюс, Литва) — советский и литовский кинорежиссёр, сценарист и актёр.  Народный артист Литовской ССР (1983).

## Биография
Родился в столице межвоенной Литвы Каунасе.
В 1959—1992 годах — в штате Литовской киностудии. В 1964 году окончил режиссёрский факультет ВГИКа (мастерская Сергея Герасимова и Тамары Макаровой). В 1963 году работал вторым режиссёром на фильме «Хроника одного дня» Витаутаса Жалакявичюса. Член КПСС в 1974—1991 годах.
Похоронен на Антакальнисском кладбище.

## Избранная фильмография

### Режиссёр
- 1960 — Живые герои / Gyvieji didvyriai (альманах, новелла «Нам не нужно»)
- 1961 — Чужие / Svetimi
- 1967 — Игры взрослых людей / Suaugusių žmonių žaidimai
- 1970 — Мужское лето / Vyrų vasara
- 1971 — Раны земли нашей / Žaizdos žemės mūsų
- 1972 — Геркус Мантас / Herkus Mantas
- 1974 — Расколотое небо / Perskeltas dangus
- 1977 — Пыль под солнцем / Dulkės saulėje
- 1978 — Цветение несеяной ржи / Nesėtų rugių žydėjimas
- 1981 — Американская трагедия / Amerikietiška tragedija (мини-сериал, по Теодору Драйзеру)
- 1984 — Блудный сын / Sūnus paklydėlis
- 1988 — Выставка / Parodų rūmai (ТВ)
- 1990 — Марюс / Marius (сериал)

### Сценарист
- 1960 — Живые герои / Gyvieji didvyriai
- 1974 — Расколотое небо / Perskeltas dangus (по роману Витаутаса Бубниса)
- 1978 — Цветение несеяной ржи / Nesėtų rugių žydėjimas (по роману Витаутаса Бубниса)

### Актёр
- 1967 — Игры взрослых людей / Suaugusių žmonių žaidimai — Адомас
- 1975 — Смок и Малыш / Smokas ir Mažylis — редактор газеты О’Хара (мини-сериал)

## Награды
- 1960 — Приз Кинофестиваля в Карловых Варах («Живые герои»)
- 1973 — Премия Всесоюзного кинофестиваля («Геркус Мантас»)
- 1973 — Государственная премия Литовской ССР («Геркус Мантас»)
- 1979 — Премия Всесоюзного кинофестиваля («Цветение несеяной ржи»)
- 1983 — Народный артист Литовской ССР
- 2008 — Приз «Серебряный журавль» за вклад в развитие кинематографа Литвы
- 2010 — Премия Правительства Литвы в области культуры и искусства